# عمليات التطهير بحق المثليين جنسيا في الشيشان

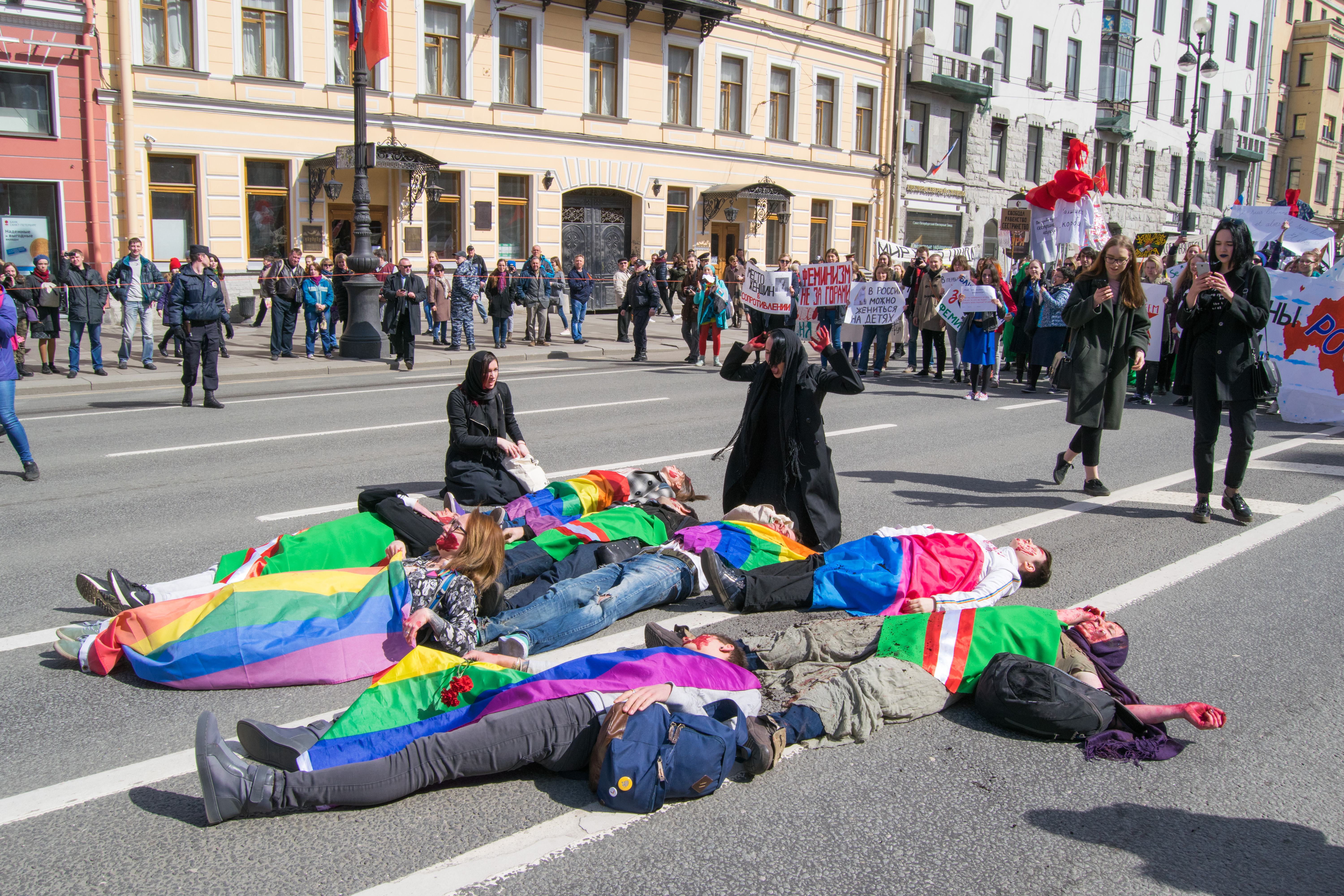
نشطاء يعيدون تمثيل مشهد للأمهات الشيشانيات يبكين أطفالهن، وسط أعلام المثليين والشيشان.مايو 2017. نيفسكي بروسبكت، سانت بطرسبرغ.

شملت عمليات التطهير بحق المثليين جنسيا في جمهورية الشيشان، وهي جزء من الاتحاد الروسي، حالات الاختفاء القسري - الاختطاف السري والسجن والتعذيب - والقتل خارج نطاق القضاء على أيدي السلطات التي تستهدف أشخاصًا بناءً على التوجه الجنسي المتصور. وبحسب ما ورد مات عدد غير معروف من الأشخاص، الذين احتجزتهم السلطات للاشتباه في كونهم مثليين أو مزدوجو التوجه الجنسي، بعد احتجازهم في ما وصفته جماعات حقوق الإنسان وشهود العيان بمعسكرات الاعتقال.
وردت ادعاءات في البداية في 1 نيسان/أبريل 2017 في نوفويا غازييتا، وهي صحيفة معارضة باللغة الروسية أفادت بأن أكثر من 100 رجل قد اعتُقلوا وتعرضوا للتعذيب في حين توفي ثلاثة على الأقل في أول الأيام في عملية قتل خارج نطاق القضاء. ووصفت الصحيفة مستشهدة بمصادرها في الخدمات الخاصة الشيشانية موجة الاعتقالات بأنها «اكتساح وقائي». الصحفية التي كشفت أول مرة عن هذا الموضوع اختبأت واختفت خوفا على حياتها، خاصة وأنه كانت هناك دعوات للانتقام من الصحفيين الذين يبلغون عن الوضع.
مع انتشار الأخبار عن أفعال السلطات الشيشانية والتي تم وصفها بأنها جزء من عملية تطهير منظمة بحق المثليين، سارع نشطاء روس ودوليون إلى إجلاء الناجين من المخيمات وغيرهم من الشيشان المُعرضين للخطر، لكنهم واجهوا صعوبة في الحصول على تأشيرات لهروبهم بأمان خارج روسيا.
اختلفت ردود الفعل على تقارير الاضطهاد في جميع أنحاء العالم؛ حيث نفى رئيس جمهورية الشيشان رمضان قديروف وقوع أي اضطهاد، ونفى أيضاً حتى وجود رجال مثليين في الشيشان، مضيفًا أن هؤلاء سيُقتلون على أيدي عائلاتهم. أمَّا المسؤولون في موسكو فقد كانوا متشككين في بادئ الأمر ولكن الحكومة الروسية وافقت في أواخر مايو على إرسال فريق تحقيق إلى الشيشان. أدان العديد من القادة الوطنيين والشخصيات العامة الأخرى في الغرب أعمال الشيشان وتم تنظيم احتجاجات في روسيا وأماكن أخرى. أكد تقرير صدر في ديسمبر 2018 من قبل منظمة الأمن والتعاون في أوروبا أن مزاعم اعتقال وتعذيب وقتل الأشخاص المثليين والمثليات ومزدوجي التوجه الجنسي والمتحولين جنسيا قد تمت وتم تجاهلها من قبل السلطات.
في 11 يناير 2019، أفادت التقارير أن عملية «تطهير بحق المثليين» أخرى قد بدأت في البلاد في ديسمبر 2018، حيث تم اعتقال العديد من الرجال المثليين والنساء المثليات. تعتقد شبكة المثليين الروسية أن حوالي 40 شخصًا تعرضوا للاعتقال مع مقتل شخصين اثنين.

## خلفية الاضطهاد
لطالما كان وضع حقوق المثليات والمثليين ومزدوجي التوجه الجنسي والمتحولين جنسيا في جمهورية الشيشان مصدر قلق بين منظمات حقوق الإنسان (بما في ذلك منظمة العفو الدولية) وقد وُصف بأنه قاتم بشكل خاص في إطار الاتحاد الروسي ككل. كما انتقدتها منظمات حقوق الإنسان مثل منظمة العفو الدولية قبل حملة القمع عام 2017. الشيشان هو مجتمع غالبيته من المسلمين المحافظين وينتشر فيه ما يُعرف برهاب المثلية الجنسية، كما أن المثلية الجنسية تعتبر هناك من التابوهات المحرمة، وينظر إلى وجود أحد الأقارب من المثليين على أنه «عار على جميع أفراد العائلة الممتدة».
تنطبق القوانين الفيدرالية الروسية في الشيشان، وهي جزء من الاتحاد الروسي. ومع ذلك، في الشيشان -كما هو الحال في مناطق أخرى من جنوب روسيا- قام الرئيس الروسي فلاديمير بوتين «بتمكين القادة المحليين لفرض تفسيرهم للقيم التقليدية، جزئياً في محاولة لاستمالة التطرف الإسلامي الذي كان مدفوعاً إلى حد كبير في الخفاء.»
على الرغم من أن المثلية الجنسية قد تم تقنينها في روسيا في عام 1993، إلا أنه في عام 1996 اعتمد الرئيس الشيشاني الانفصالي أصلان مسخادوف الشريعة الإسلامية في جمهورية الشيشان إشكيريا. تنص المادة 148 من قانون العقوبات الشيشاني على أن السدومية (أو كل ممارسة جنسية من الدبر) يُعاقب عليها بالضرب بالعصا بعد أول جريمتين ويعاقب عليها بالإعدام بعد الجريمة الثالثة. لكن عقوبة الإعدام في الشيشان لم تنفذ منذ عام 1999. عادت الشيشان إلى الحكم الروسي المباشر في عام 2000، وامتثلت لقوانينها الفدرالية ولقوانين حقوق الإنسان الخاصة بها. بحكم الأمر الواقع؛ فإنها تحتفظ ببعض الاستقلالية والرئيس الحالي لجمهورية الشيشان رمضان قديروف «قد جلب الإسلام إلى الحياة اليومية للشيشان، وغالبا ما يتعرض الأشخاص المثليين الذين يكشفون عن مثليتهم الجنسية للتمييز والطرد من قبل عائلاتهم.»
أيَّد متحدث باسم الرئيس الروسي فلاديمير بوتين مزاعم قادة الشيشان بأنه لا يوجد اضطهاد ضد المثليين في الجمهورية. ادعى وزير الخارجية الروسي سيرغي لافروف أن التقارير لم يكن لها «حقيقة ملموسة واحدة»

## عمليات القتل والمداهمات واسعة النطاق
بدأت الاعتقالات في فبراير/شباط من عام 2017 بعد أن أوقفت الشرطة الشيشانية رجلاً شكت أنه ارتكب جريمة مرتبطة بالمخدرات، فعثر رجال الشرطة الذين اعتقلوه على معلومات تفيد أنه على اتصال بمثليين جنسيين آخرين على هاتفه. بدأت موجة ثانية من الاعتقالات بعد أن تقدمت منظمة Gayrussia.ru الحقوقية المدافعة عن حقوق المثليين بطلب للحصول على تصاريح لإقامة مسيرات فخر المثليين في أربع مدن في الكيان الفدرالي الروسي قبردينو - بلقاريا في منطقة شمال القوقاز ذات الأغلبية المسلمة، رغم أنها ليست داخل الشيشان نفسها. تم رفض طلب الحصول على التصاريح من قبل سلطات المنطقة. تبع هذا مسيرة مناهضة للمثليين، إلى جانب رسائل على وسائل التواصل الاجتماعي تدعو إلى قتل الممثليين بطرق مختلفة.
رفض نيكولاي أليكسييف رئيس Gayrussia.ru الإدعاءات بأن محاولات تنظيم مسيرات فخر المثليين في المنطقة قد أشعلت العنف ضد المثليين في الشيشان على أنها لا أساس لها من الصحة. لم تركز المنظمة على المقاطعات الإسلامية على وجه الخصوص، وقد تقدمت بطلب للحصول على تصاريح لاستعراض فخر المثليين في 90 حكومة بلدية في جميع أنحاء روسيا في محاولة لجمع رفض الطلبات الحتمي والذي سيتم استخدامها في قضية حرية التجمع وحقوق المثليين أمام المحكمة الأوروبية لحقوق الإنسان.
ذكرت هيومن رايتس ووتش في عام 2017 أنه «من الصعب المبالغة في تقدير مدى ضعف الأشخاص المثليين في الشيشان، أين رهاب المثلية كثيف ومستشري. إن المثليين هناك ليسو في خطر يقتصر على الاضطهاد من جانب السلطات فحسب بل أيضًا على الوقوع ضحية جرائم الشرف من قبل أقاربهم.» شجّع رمضان قاديروف على قتل المثليين خارج نطاق القضاء من قبل أفراد العائلة كبديل لقتلهم من قبل السلطات - في بعض الحالات، تم إطلاق سراح الرجال المثليين من السجن مبكراً على وجه التحديد لتمكين قتلهم من قبل أقاربهم.
نفذت كل من الشرطة الشيشانية والجيش الشيشاني مخططات فخ وإيقاع بالمثليين، حيث يتم إغراء الضحية بموعد غرامي، ويتم ضربه وإهانته. يتم إنتاج تسجيل للحادثة ويتم طلب أموال الابتزاز مقابل الصمت. تحتفظ الشرطة في الشيشان بقوائم «المشتبه بهم». وفقا لمصدر من لإذاعة أوروبا الحرة بدأت المداهمات على المثليين في ديسمبر 2016 ثم تراجعت لفترة وجيزة، ولكن تم استئنافها على نطاق واسع في فبراير 2017. تم تعذيب أول الرجال المثليين الذين تم اعتقالهم عن طريق فخ وايقاع في محاولة للكشف عن أسماء معارفهم.
تم فحص جميع المراسلات في هواتفهم، وإضافتها إلى قائمة «المشتبه بهم». أدى ذلك إلى زيادة عدد الضحايا بشكل كبير. ووفقاً لنوفايا غازيتا ففي نهاية فبراير/شباط من نفس العام احتجزت الشرطة هاتف شخص كان في حالة سكر. كان الهاتف يحتوي على «صور ومقاطع فيديو بمحتوى فاضح» و«عشرات الاتصالات بمثليين محليين». تم إرسال المعتقل إلى «سجن سري». حينها، بدأت «موجة من الاضطهاد» في الشيشان كمحاولة لتطهير البلاد ممن هم مثليون جنسيا أو يشتبه بأنهم مثليون جنسيا. أفادت تقارير أن الشرطة الشيشانية تضغط على العائلات في المنطقة لقتل أطفالهم الذين يشتبه في أنهم مثليون جنسياً. ولتسهيل ذلك، أفادت التقارير أن الشرطة كانت تطلق سراح المعتقلين إلى عائلاتهم بعد أن تفضح توجهاتهم الجنسية.

## سجن وتعذيب المثليين جنسيا في الشيشان
وفقا لوسائل الإعلام المستقلة وجماعات حقوق الإنسان، يتم إرسال الرجال المثليين إلى المخيمات السرية في الشيشان والتي وصفها أحد شهود العيان لـجريدة نوفويا غازيبتا بأنه «سجن مغلق، لا أحد يعرف عنه رسمياً.» تم سجن حوالي 100 رجل ومات ما لا يقل عن ثلاثة أشخاص من البداية. بعض الحراس في هذه السجون غير الرسمية متهمون بإطلاق سراح السجناء إلى أقاربهم إذا وعد أقاربهم بقتلهم (ذكر أحد الشهود أن رجلا على الأقل مات بعد عودته إلى عائلته). يُعتقد أن أحد مواقع السجن السري في مدينة أرغن جنوب الشيشان. ويُعتقد وجود سجن آخر في مدينة تسوتسين-يورت جنوب العاصمة الشيشانية غروزني.
ووفقًا لما ذكره الهاربون الذين تمت مقابلتهم في صحيفة نوفويا غازييتا الروسية وصحيفة الغارديان البريطانية فإن 30 إلى 40 شخصًا تم احتجازهم في غرفة واحدة (بمساحة مترين إلى ثلاثة أمتار)، وغالباً ما يتم احتجازهم لمدة أشهر دون محاكمة. وذكر الشهود أنهم تعرضوا للضرب أيضاً (باستخدام أنابيب البولي بروبلين تحت الخصر) وأنهم تعرضوا للتعذيب بالكهرباء. بالإضافة إلى التعذيب الجسدي، أفاد الأفراد أنهم تعرضوا للسخرية والإهانة والذل والبصق على الوجه، فضلاً عن إجبارهم على تنظيف السجن. في بعض الحالات تنتهي عملية التعذيب بموت الشخص الذي يتعرض للتعذيب.
في مايو/أيار 2017 أفيد بأن المبنى في أرغون دُفن تحت الأنقاض بعد هدمه وأنه تم نقل السجناء إلى مكان مجهول جديد. يقول المحققون أنه من المحتمل أن يكون قد تم نقل السجناء إلى قاعدة تدريب قوة الشرطة الخاصة في تيريك على بعد 60 كيلومترًا (37 ميلًا) في أرغن لكن المحققين مُنعوا من الدخول لأن «التدريب جاري» في القاعدة.

### تأكيد أخبار الإضطهاد
أكدت هيومن رايتس ووتش أن السلطات الشيشانية «اعتقلت العشرات من الرجال للاشتباه في أنهم مثليون جنسياً وأنهم يقومون حالياً بتعذيب وإهانة الضحايا. وقد اختفى بعض الرجال قسراً. وقد مات ثلاثة رجال على الأقل منذ بدء هذه الحملة الوحشية.» زعم تحقيق أجرته إذاعة سفوبودا التابعة لإذاعة أوروبا الحرة أنه يتم إطلاق سراح السجناء لعائلاتهم إذا وعدت عائلاتهم بقتلهم. وفي 7 نيسان/أبريل 2017، أعربت وزارة الخارجية الأمريكية في بيان صحفي عن قلقها إزاء «الوضع في جمهورية الشيشان، حيث توجد العديد من التقارير الموثوقة التي تشير إلى الاحتجاز». وأفاد تحليل مطول نشرته هيومن رايتس ووتش في 26 مايو/أيار بوجود مسؤولين حكوميين بارزين شيشانيين في معسكرات الاعتقال بينما يتعرض المعتقلون للتعذيب. التقرير، الذي يتضمن وصفًا بيانيًا للمآسي التي يواجهها العديد من الناجين من المخيمات يشير إلى أن العديد من ضحايا المخيمات ما زالوا محتجزين في وقت نشر التقرير.
في يونيو/حزيران، زارت صحفية تعمل لدى «فايس نيوز» مركز احتجاز مهجور حالياً في أرغن يُعتقد أنه موقع أحد المعسكرات، وأجرت مقابلة مع وزير الشؤون الداخلية المحلي الذي يعمل أيضاً كمسؤول سجون. ونفى المراقب أن أي تعذيب قد وقع، وقال: «لا يُريد ضباطي حتى أن يلمسوا مثل هؤلاء الناس، هذا إن وجدوا ناهيك عن ضربهم أو تعذيبهم.» عُرضت لقطات لمركز الاحتجاز ووصفه أحد الرجال الذين تمكنوا من الهرب بأنه المكان الذي احتُجز فيه أين تم تعذيبه بالصعق بالكهرباء من قبل محتجزيه، وحدد أيضاً مسؤول السجون على أنه أحد معذبيه.
أكد تقرير صدر في ديسمبر 2018 من قبل منظمة الأمن والتعاون في أوروبا أن مزاعم اعتقال وتعذيب وقتل الأشخاص المثليين والمثليات ومزدوجي التوجه الجنسي والمتحولين جنسيا قد تمت وتم تجاهلها من قبل السلطات.
أصدر الخبراء في مكتب المفوضية السامية للأمم المتحدة لحقوق الإنسان بيانًا في عام 2019، يشيرون فيه إلى تدهور حالة المثليين في الشيشان: «يزعم أن إساءة المعاملة التي يتعرض لها الضحايا أصبحت أكثر قسوة وعنفًا مقارنة بتقارير عام 2017. لا يتم استهداف الرجال المثليين في الشيشان فقط بعد الآن ولكن النساء أيضًا.» وبحسب ما ورد، قُبض على أكثر من 40 شخصًا منذ ديسمبر/كانون الأول 2018. ومنعت السلطات الأشخاص الذين حاولوا الفرار من الجمهورية من القيام بذلك.

## ردود الفعل
نفت السلطات الشيشانية والروسية أي علم بالاضطهاد. تحاول شبكة المثليين الروسية (بالإنجليزية: Russian LGBT Network)‏، وهي منظمة حقوقية مشتركة بين عدة مناطق روسية تدافع عن حقوق المثليين ومقرها في سانت بطرسبرغ، مساعدة أولئك الذين يتم تهديدهم وتحاول إجلائهم من الشيشان. في 17 مايو 2019، ذكرت الجمعية أن 7 أشخاص اقتحموا شقة أحد متطوعيها الذين لم تحدد هويته في سانت بطرسبرغ. هدد المهاجمون المجهولون الناشط وغيره من الموظفين بالعنف البدني والقتل. تم استجوابه وتهديده بالعنف. وقال أحد المهاجمين: «سنأخذك إلى مكتب الشرطة وسنكسر كل عظامك». ويُزعم أن المهاجمين كانوا يبحثون عن امرأة شيشانية شابة هربت من المنطقة، فضلاً عن منسق برنامج الطوارئ لشبكة المثليين الروسية ديفيد إستيف. قال الناشط «أخبروني أن أخبر ديفيد إستيف أنهم سيجدونه ويقتلونه»، تم التعرف على ثلاثة من المهاجمين على أنهم من الشيشان واعترف أربعة أنهم كانوا ضباط شرطة من عاصمة الشيشان غروزني، لكنهم رفضوا تقديم وثائق هوية.
دعت مجموعات حقوق الإنسان والحكومات الأجنبية روسيا والشيشان إلى وضع حد للاعتقالات.
في مايو 2019، قدم مكسيم لابونوف، وهو رجل روسي قال إنه تعرض للتعذيب أثناء عملية التطهير، شكوى إلى المحكمة الأوروبية لحقوق الإنسان، قائلًا إن روسيا تقاعست عن حمايته أثناء اعتقاله وضربه على أيدي الشرطة في العاصمة الشيشانية غروزني في عام 2017، وقال إن قضيته لم يتم التحقيق فيها بشكل صحيح من قبل السلطات الروسية.

### داخليا
نظرا لتاريخ تقارير جريدة نوفويا غازييتا الأولية (1 أبريل)، وصف متحدث باسم وزارة الداخلية في المنطقة التقرير بأنه «نكتة كذبة أبريل». رفض ألفي كريموف المتحدث باسم رمضان قديروف، أيضا تلك المزاعم، قائلا: «لا يمكن اعتقال أو قمع الناس الذين لا وجود لهم اصلا في الجمهورية»، في حين أضاف أيضا أنه «إذا كان هناك مثل هؤلاء الناس في الشيشان، لن تحتاج السلطات الأمنية إلى أي تفعل أي شيء لهم لأن أقاربهم سيرسلونهم إلى مكان لا عودة منه.» قالت مصادر إن الزعيم الشيشاني رمضان قديروف أراد القضاء على مجتمع المثليين قبل 26 مايو.
في 14 أبريل 2017 قال ديمتري بيسكوف، السكرتير الصحفي لرئيس روسيا: «ليس لدينا أي معلومات موثوق بها حول أي مشاكل في هذا الأمر.» تحاول شبكة المثليين الروسية إخلاء من يتعرضون للتهديد في الشيشان. أعلنت مؤسسة رينبو رايلرود (بالإنجليزية: Rainbow Railroad)‏ الخيرية ومقرها كندا أنها تعمل مع الجمعية الروسية لإنشاء طرق آمنة خارج الشيشان ومساعدة الرجال المعرضين للخطر في الهروب.
في 5 مايو وافق بوتين على اقتراح من رئيس ديوان المظالم في روسيا الخاص بحقوق الإنسان لتشكيل مجموعة للتحقيق في التقارير. في موسكو وبتاريخ 10 مايو/أيار قُبض على خمسة نشطاء بينما كانوا في طريقهم إلى مكتب المدعي العام لتقديم عريضة تطالب بإجراء تحقيق غير متحيز. وفقا لشبكة المثليين الروسية جمعت العريضة أكثر من مليوني توقيع من الناس من مختلف البلدان. وجاءت الاعتقالات في أعقاب حادث في موكب في عيد العمال في سانت بطرسبرغ حيث اعتقلت شرطة مكافحة الشغب 17 متظاهراً سعى إلى لفت الانتباه إلى الأحداث الجارية في الشيشان.
أفادت الأنباء في 17 مايو/أيار أن الناجين من الاضطهاد المعادي للمثليين في الشيشان يواجهون صعوبات في العثور على بلدان على استعداد لإصدار تأشيرات لهم. أفادت شبكة المثليين الروسية عن إجراء محادثات غير ناجحة مع مسؤولي السفارة الأمريكية، حيث قيل لهم إنه «لا توجد إرادة سياسية» لإصدار تأشيرات دخول الولايات المتحدة للاجئين. في 19 مايو، وبحسب ما ورد تم منح تسعة ناجين من الاضطهاد تأشيرات- اثنين من ليتوانيا، وغيرها من الدول التي وصفها وزير الخارجية الليتواني ليناس لينكيفيسيوس ب«الحلفاء» لكنه امتنع عن تحديدها. وحث لينكيفيوسيوس الدول الأخرى في الاتحاد الأوروبي على قبول المزيد من اللاجئين. في يونيو، ذكرت شبكة المثليين الروسية أنه تم إجلاء 42 رجلا إلى أجزاء أخرى من روسيا. وبينما هم آمنون هناك من التهديد المباشر للاعتقال، فإنهم في خطر تعقب أفراد عائلات الشيشان في الشتات إذا ما بقوا في روسيا.
في أواخر شهر مايو، بعد أسابيع من الضغوط الدولية، أذن الكرملين لرئيسة ديوان المظالم في مجال حقوق الإنسان تاتيانا موسكالكوفا بتجميع فريق أولي لتقصي الحقائق، وأرسلت محققين إلى الشيشان أشارت التقارير الأولية إلى أن المسؤولين الشيشانيين كانوا يحاولون تعطيل تحقيقات الفريق. وبعد فترة هدوء نسبي، أعلنت شبكة المثليين الروسية في شهر تموز/يوليو أنها تتلقى تقارير جديدة عن اضطهاد السلطات للمثليين الشيشانيين. أعربت الجمعية عن شكها في أن الحكومة الروسية كانت تجري تحقيقًا فعليًا، على الرغم من ادعاءات سابقة على العكس من قبل الكرملين.
في مقابلة تلفزيونية بثت في 18 تموز، أكد قديروف ما قاله في السابق بعدم وجود الرجال المثليين في الشيشان ونفى أنهم تعرضوا للاعتقال والتعذيب من قبل حكومته. وقال: «ليس لدينا أي مثليون جنسيا ... إذا كان هناك أي شيء، خذهم إلى كندا. لتطهير دمائنا، إذا كان هناك أي شيء هنا، خذوهم.» في المقابلة نعت الرجال الذين ذكروا أنهم تعرضوا للتعذيب على أنهم «شياطين»؛ ثم قال: «لقد لفقوا هذا ... إنهم للبيع. هم في مرتبة دون البشر. لعنة الرب عليهم لافتراءهم علينا. سيكون عليهم أن يحاسبوا من قبل القدير (الرب) على هذا.»
في يناير 2019، بعد تقارير عن موجة جديدة من «التطهير بحق المثليين» التي بدأت من ديسمبر 2018، قال دزامبولت أوماروف، وزير السياسة الوطنية الشيشاني لصحيفة ذا ديلي بيست: «نظرا لحقيقة أنهم (الأشخاص المثليون) لديهم خيال مريض، وأنا لست مندهشا من أن يتمكنوا من كتابة هراء من هذا القبيل».
في 29 كانون الثاني/يناير 2019، قدم إيغور كوتشيتكوف، الناشط الرائد في شبكة المثليين الروسية، شكوى إلى وكالة التحقيقات الروسية. ثم أعطى أسماء 14 شخصًا قامت السلطات باحتجازهم وتعذيبهم بشكل غير قانوني في عاصمة الشيشان غروزني. كما أبلغ عن اسم رجل قتل الشرطة في يناير/كانون الثاني.
بعد الشكوى، قام زعيم جماعة مؤيدة للحكومة في الشيشان بتحميل فيديو يوتيوب يهدد فيه كوتشيتكوف. وفقًا لمنظمة هيومن رايتس ووتش، وصفه علي بشخانوف كوتشيتكوف بأنه «ابن الشيطان» وحذر من أنه إذا جاء إلى الشيشان فستكون «محطته النهائية». يقول كوتشيتكوف إن السلطات لم تأخذ شكاواه من التهديد على محمل الجد. وبأنه يخطط لمقاضاة قسم التحقيقات. حثت هيومن رايتس ووتش روسيا على حماية الناشط وقالت إن «التهديدات التي يتعرض لها إيغور كوتشيتكوف خطيرة للغاية وتستحق رد فعل سريع من قبل السلطات الروسية. بالنظر إلى الخطر الذي يواجهه المثليون في الشيشان، فإن عدم استجابة وزارة الداخلية أمر خطير وغير مقبول».
يوم 16 فبراير، وصف ألفي كريموف المتحدث باسم الرئيس الشيشاني رمضان قديروف، التقارير عن اضطهاد المثليين في الجمهورية بأنه «هجوم مثلي إعلامي» موجه ضد روسيا. وقال كريموف إن واضعي مثل هذه التصريحات «قد ذهبوا إلى الحد الأقصى من غياب الخجل والضمير». وأضاف المسؤول «إنهم يجلسون في مكاتب في جنيف وواشنطن ومدن أخرى، يقتبسون من بعضهم البعض دون أن يكون لديهم أي حقيقة موضوعية وموثوقة.» وأضاف أن «هجوم المثليين المعلوماتيين يعد جزءًا خطيرًا ومخططًا جيدًا كهجوم إعلامي من الناحية الاقتصادية والسياسية والنفسية موجه ضد روسيا. ليست هناك حالة اعتقال واحدة على هذه الأسس في الشيشان. قامت وكالات إنفاذ القانون، ونشطاء حقوق الإنسان والصحفيون، بمن فيهم الأجانب، بمراجعة هذه التقارير مرارًا ولم يجدوا تأكيدًا لها».

### دوليا

الاحتجاج وجمع الأموال لأجل الضحايا الشيشانيين خلال مسيرة فخر امستردام في عام 2017

في 4 أبريل/نيسان 2017، دعت منظمة العفو الدولية إلى إجراء تحقيق وتدخل فوريين، ووقع أكثر من 130,000 شخص على عريضة بدأتها المنظمة في معارضة للانتهاكات المزعومة لحقوق الإنسان. أصبحت معسكرات الاعتقال الشيشانية قضية في الانتخابات الرئاسية الفرنسية عام 2017، حيث قام كل من جان لوك ميلينشون وبونوا أمون وإيمانويل ماكرون بإدانة الشيشان، بينما التزم كل من فرانسوا فيون ومارين لوبان الصمت. في المملكة المتحدة، حث أعضاء البرلمان الأوروبي البريطاني رئيسة الوزراء البريطانية تيريزا ماي ووزير الخارجية البريطاني بوريس جونسون على لقاء السفير الروسي. كتب جونسون على تويتر أنه من «الفظيع» أن حكومة الشيشان «تدعم المعاملة السيئة للمثليين جنسياً بدل ايقافها»، مضيفاً أنه وافق على التعليقات من البارونة أنيلاي فيما يتعلق بمقتل «ثلاثة على الأقل» من الرجال المثليين، فضلا عن البيان «البغيض» من قبل السلطات الشيشانية، الذي يعني ضمنا «أن مثل هذه المعاملة تجاه مجتمع المثليين مقبولة». تم تنظيم مظاهرة شارك فيها المئات في 12 أبريل 2017، خارج سفارة روسيا في لندن. أدانت جولي بيشوب، وزيرة الخارجية الأسترالية، كل من الاعتقالات والمعسكرات.
في 13 أبريل 2017، دعت لجنة من خمسة خبراء تقدم المشورة لمجلس حقوق الإنسان التابع للأمم المتحدة الشيشان إلى «وضع حد لاضطهاد الأشخاص الذين يُعتقد أنهم مثليين أو مزدوجو التوجه الجنسية في جمهورية الشيشان الذين يعيشون في جو من الخوف من خلال الخطابات المعادية للمثليين من قبل السلطات المحلية». وفي 13 أبريل/نيسان أيضاً، قال مدير مكتب حقوق الإنسان في منظمة الأمن والتعاون في أوروبا إن على موسكو «إجراء تحقيقات عاجلة بشأن الاختفاء المزعوم والتعذيب وغيره من ضروب إساءة المعاملة» للرجال المثليين في الشيشان. دعت ليليان بلومن، وزيرة التجارة الخارجية والتعاون الإنمائي الهولندية، إلى بيان إدانة من الأعضاء الـ 32 (الأرجنتين، النمسا، بلجيكا، كندا، شيلي، كوستاريكا، الجمهورية التشيكية، الإكوادور، إستونيا، فنلندا، فرنسا، ألمانيا، اليونان، هندوراس إيطاليا، المكسيك، الجبل الأسود، هولندا، نيوزيلندا، النرويج، البرتغال، صربيا، سلوفينيا، إسبانيا، السويد، سويسرا، أوكرانيا، المملكة المتحدة الولايات المتحدة، وأوروغواي) لائتلاف الحقوق المتساوية (بالإنجليزية: Equal Rights Coalition)‏، وهو ايتلاف حكومي دولي للدفاع عن حقوق المثليين. في بيان صدر في 15 أبريل، وصفت حكومة كندا «اضطهاد المثليين في الشيشان بأنه غير مقبول»، مطالبة روسيا بالتحقيق وضمان سلامة أولئك المعرضين للخطر.
أفاد بيان صحفي صادر عن وزارة الخارجية الأمريكية يوم 7 أبريل 2017 عن «الوضع في جمهورية الشيشان، حيث كانت هناك العديد من التقارير الموثوقة تشير إلى احتجاز وموت الأفراد المثليين». وقع 50 عضوًا من أعضاء الكونغرس الأمريكي على خطاب يحث وزير الخارجية ريكس تيلرسون، الذي كان في روسيا في أبريل/نيسان على التشكيك صحة التقارير التي تنفي وقوع أي اضطهاد للمثليين هناك وعلى الضغط على الحكومة الروسية للتحقيق ووضع حد لعمليات الاعتقال. في 17 أبريل / نيسان 2017، أصدرت نيكي هالي، سفيرة الولايات المتحدة لدى الأمم المتحدة، بيانا قال فيه: «ما زلنا نشعر بالانزعاج من التقارير التي تحدثت عن اختطاف وتعذيب وقتل أشخاص في الشيشان على أساس ميولهم الجنسية والذين اضطهدوا بسبب علاقتهم معهم، لا يمكن تجاهل هذا الانتهاك لحقوق الإنسان - يجب على السلطات الشيشانية التحقيق في هذه الادعاءات على الفور، وإخضاع أي شخص للمساءلة، واتخاذ خطوات لمنع الانتهاكات المستقبلية.» في 20 أبريل 2017، أدانت وزيرة الخارجية السابقة والمرشحة لرئاسيات 2016 هيلاري كلينتون التطورات وطالبت إدارة ترامب بتنديد ذلك.
في 27 أبريل/نيسان أصدر متحف ذكرى الهولوكوست بالولايات المتحدة بيانا يدين اضطهاد المثليين في الشيشان. في بيان صحفي، دعا مدير المتحف كلا من السلطات الشيشانية والروسية للتحقيق في هذه المسألة و «ضمان سلامة المثليين داخل الاتحاد الروسي».
أثارت المستشارة الألمانية أنغيلا ميركل موضوع معسكرات الاعتقال الشيشانية في اجتماع عقد في 2 مايو مع بوتين، وحثته على ممارسة نفوذه «لضمان حماية حقوق الأقليات». في اليوم التالي، في رسالة مشتركة إلى وزير الخارجية الروسي سيرغي لافروف، أعلن وزراء خارجية خمس دول أوروبية (بريطانيا وفرنسا وألمانيا وهولندا والسويد) قلقهم من الوضع في الشيشان.
وفقا لمتحدث باسم مجلس الأمن القومي الأمريكي، لم يتم مناقشة موضوع إضطهاد المثليين في اجتماع 10 مايو بين الرئيس الأمريكي دونالد ترامب ولافروف. وقالت متحدثة باسم البيت الأبيض إنها «ليست متأكدة بنسبة مئة في المائة» مما إذا كان ترامب قد أطلع على المسألة. إلى حدود 10 مايو، لم يقدم أي من ترامب أو وزير الخارجية الأمريكي ريكس تيلرسون أي تعليق علني حول هذه المسألة. قال تيلرسون، وهو يشهد أمام أعضاء مجلس النواب في 14 يونيو، إنه لم يناقش الأمر خلال اجتماع مع لافروف، ولم يعرف إن كان ترامب قد أثاره مع بوتين. لام متحدث باسم السفارة الروسية في إسرائيل التقارير عن اضطهاد المثليين في الشيشان على أنها «حملة دعاية ضد روسيا». في رسالة بتاريخ 11 مايو نشرت في صحيفة هاآرتس، أكد الملحق الصحفي للسفارة الروسية في إسرائيل ديمتري ألوشكين أن «الهيئات الرسمية في الاتحاد الروسي» أجرت تحقيقاً وأنه «لا يوجد ضحايا للاضطهاد أو التهديد أو العنف». وانتقد المواطنين الإسرائيليين لنشر «معلومات غير صحيحة من الناحية الواقعية».
قدمت ثلاث منظمات لحقوق الإنسان تتخذ من فرنسا مقراً لها («أوقفوا الهوموفوبيا»
(بالفرنسية: Stop Homophobia)‏، موس (بالفرنسية: Moss)‏ و«لجنة إيداهو» (بالفرنسية: Comité Idaho)‏ شكوى في 16 مايو / أيار إلى المحكمة الجنائية الدولية تتهم المسؤولين في الحكومة الشيشانية بالإبادة الجماعية. الشكوى، التي زعمت أن الأنشطة المناهضة للمثليين تحدث في الشيشان لم تكن عمل مجموعات منعزلة بل تم تنسيقها من قبل الحكومة الشيشانية، التي أشارت إلى قديروف على أنه «مسيِّر» معسكرات الاعتقال. أعلن بوتين في عام 2016 أن روسيا التي وقعت ولكن لم تصادق على معاهدة إنشاء المحكمة الجنائية الدولية، ستنهي علاقتها بالمعاهدة في نوفمبر 2017.
في 23 مايو 2017، في الولايات المتحدة، قدم أعضاء مجلس النواب من الجمهوريين والديمقراطيين قرار مجلس النواب 351 (بالإنجليزية: Resolution 351)‏. يدين القرار اضطهاد المثليين في الشيشان ويدعو الحكومة الروسية إلى إدانة العنف. في 27 يونيو 2017، تم تمرير القرار 351 بالإجماع في مجلس النواب.
وفي اجتماع مع بوتين في 29 مايو، ضغط الرئيس الفرنسي إيمانويل ماكرون على الرئيس الروسي فلاديمير بوتين بشأن محنة المثليين الشيشانيين، ووعد باليقظة المستمرة بشأن هذه القضية. وفقا لماكرون، ذكر بوتين أنه اتخذ خطوات للتأكد من «الحقيقة الكاملة بشأن أنشطة السلطات المحلية».
في 20 ديسمبر 2017، أعلنت وزارة الخزانة الأمريكية أنها تفرض عقوبات على قديروف ومسؤول تنفيذ القانون الشيشاني، أيوب كاتاييف، مشيرين إلى "انتهاكات جسيمة لحقوق الإنسان المعترف بها دوليًا". التدابير، المطبقة بموجب "قانون ماغنيتسكي، تقيد السفر وتجمد الممتلكات. ووصف متحدث باسم الرئيس الروسي بوتين العقوبات بأنها "غير قانونية" وأشار إلى أن موسكو ستفرض قيودا مماثلة على المسؤولين الأمريكيين ردا على ذلك.
العديد من المشاهير ونشطاء المثليين مثل تروي سيفان وألين دي جينيريس وماثيو بومر ومارك رافالو وبيلي ايكنر قد أعربوا عن إدانتهم القوية لهذه المعسكرات.
في 20 أبريل 2018، أصدرت وزارة الخارجية الأمريكية تقارير الدول حول ممارسات حقوق الإنسان لعام 2017. وجاء في التقرير عن روسيا حول وضع مجتمع المثليين في الشيشان من ديسمبر 2016 إلى ديسمبر 2017 بانه تم قتل وحبس وتعذيب عشرات الرجال المثليين في معسكرات إعتقال خارج سلطة القضاء ودون محاكمة.
في 19 يناير 2019، دعت وزارة الخارجية الأمريكية روسيا للتحقيق على وجه السرعة في تقارير عمليات التطهير. قال نائب المتحدث باسم وزارة الخارجية الأمريكية روبرت بولاداو: «نحن منزعجون بشدة من التقارير الموثوقة من الشيشان حول تجدد الهجمات ضد الأفراد الذين يُعتقد أنهم أعضاء في مجتمع المثليين. إذ أفادت جماعات المجتمع المدني بأن ما لا يقل عن 40 شخصاً قد تم احتجازهم بصورة غير قانونية منذ ديسمبر/كانون الأول، بينهم اثنان قيل إنهما ماتا في الحجز بعد تعرضهما للتعذيب. إننا ندعو روسيا إلى الوفاء بالتزاماتها وتعهداتها الدولية ودستورها الخاص، وإجراء تحقيق فوري في انتهاكات حقوق الإنسان هذه».
قال وزير الدولة لأوروبا آلان دونكان: «إن اضطهاد المثليين في الشيشان أمر مروع للغاية. تشير التقارير الأخيرة إلى أن شخصين قد ماتا في الحجز بعد التعذيب، ولا يزال هناك 40 آخرين رهن الاعتقال - كل ذلك ببساطة بسبب توجههم الجنسي. اضطهاد أي شخص لكونه مثلي الجنس، في أي بلد في العالم، هو بغيض. يجب على السلطات الروسية حماية مواطنيها من هذه الانتهاكات لحقوق الإنسان، وإجراء تحقيق موثوق به في هذه التقارير على الفور. يجب ألا يكون هناك مناخ الإفلات من العقاب لأولئك الذين يرتكبون هذه الانتهاكات. لقد دعونا نحن والمجتمع الدولي مراراً وتكراراً الحكومة الروسية لإجراء تحقيق وتحميل المسؤولين عن انتهاكات حقوق الإنسان في الشيشان، بما في ذلك من خلال آلية موسكو في منظمة الأمن والتعاون في أوروبا عام 2018. يتمنى كل الناس الصادقين أن تتوقف الشيشان عن القيام بهذه الانتهاكات الوحشية وأن تصبح في العالم المتحضر والمتسامح».
في 13 يناير 2019، صدر بيان عن المفوضية السامية للأمم المتحدة لحقوق الإنسان، أعرب عن قلقه من تقارير الاعتقالات الإضافية التي أعقبت حملة التطهير في الجمهورية الروسية، ودعا البيان روسيا لاتخاذ إجراءات لوقف الاعتقال وسوء معاملة المثليين والمثليات ومزدوجي التوجه الجنسي في الشيشان. خبراء الأمم المتحدة هم إلينا ستينيرتي، أنييس كالامار، ديفيد كاي، فيكتور مادريغال-بورلوز، نيلس ميلزر، دوبرافكا سيمونوفيتش، إيفانا رادياسيتش.
في 20 يناير 2019، اقتحم ناشطو المثليين من منظمة فويسس 4 (بالإنجليزية: Voices4)‏ و «إل جي بي تي روسا» (بالإنجليزية: RUSA LGBT)‏ مدخل القنصلية الروسية في مدينة نيويورك تضامنًا مع المثليين والمثليات الذين يواجهون «موجة ثانية» من الاضطهاد في الجمهورية الروسية.
بمناسبة اليوم العالمي لذكرى الهولوكوست، أقيم احتجاج شارك فيه حوالي 100 شخص في 27 يناير 2019، خارج السفارة الروسية في لندن.
في 18 مارس 2019، رفضت الولايات المتحدة التوقيع على بيان مشترك ألقاه في الدورة الأربعين لمجلس حقوق الإنسان يدعو إلى «إجراء تحقيق سريع وشامل ونزيه في الاضطهاد المزعوم»، ومحاسبة المسؤولين. البلدان التي أيدت هذا البيان المشترك هي: ألبانيا، الأرجنتين، أستراليا، النمسا، بلجيكا، كندا، تشيلي، كوستاريكا، جمهورية التشيك، الإكوادور، إستونيا، فنلندا، فرنسا، ألمانيا، آيسلندا، إيطاليا، أيرلندا، لاتفيا، ليتوانيا، لوكسمبورغ، مالطا هولندا، نيوزيلندا، النرويج، البرتغال، صربيا، سلوفينيا، إسبانيا، السويد، سويسرا، أوكرانيا، المملكة المتحدة، والأوروغواي.
في مايو 2019، فرض مسؤولو الولايات المتحدة عقوبات مالية جديدة على وكالة إنفاذ القانون الشيشانية المرتبطة بعملية التطهير. أحدهما هو أبوزيد فيسمورادوف، قائد وحدة تيريك التي يُزعم أنها مرتبطة بجولة الرجال المثليين في الشيشان.
في 17 مايو 2019، وبمناسبة اليوم العالمي لمناهضة رهاب المثلية، ورهاب التحول الجنسي، ورهاب ازدواجية التوجه الجنسي، وضع نشطاء المثليين علم قوس قزح عملاق و 40 «ورود قوس قزح» متعددة الألوان على مدرجات سفارة روسيا في لندن. وسلم النشطاء التماساً بأكثر من 65,000 توقيع يدعو السلطات الروسية إلى التحقيق في عملية التطهير.

### طلب اللجوء
في يونيو 2017 منحت ألمانيا وليتوانيا لشيشانيين هاربين تأشيرات للدخول على أساس «إنساني».
في أغسطس 2017؛ غيرت الحكومة الهولندية السياسة للسماح للأشخاص المثليين من الشيشان باكتساب وضع «طالب اللجوء» التلقائي والدخول إلى هولندا.
في أيلول/سبتمبر 2017، أعلنت جمعية راينبو رايلرود (بالإنجليزية: Rainbow Railroad)‏ وهي منظمة غير ربحية مقرها في تورونتو الكندية أنه بالتعاون مع الحكومة الكندية، سمحت لمثلي الجنس من الرجال والنساء من الشيشان بطلب اللجوء في كندا. حتى يونيو 2017 تم إعانة 22 شخصًا إلى ممر آمن، والذين يعتبرون لاجئين مدعومين من الحكومة، وقد حصلوا على حق اللجوء في كندا. في ديسمبر 2018، أفيد بأن وزيرة الشؤون الخارجية الكندية كريستيا فريلاند قد أمرت بعمليات نقل جوي جلبت 57 لاجئًا شيشانيًا من مجتمع المثليين إلى كندا.
حتى يناير 2019، لم يتلق أي شخص حق اللجوء في الولايات المتحدة. في مايو 2019، قدم رجل واحد طلبًا.